# 伯兹维尔-拉格勒尼耶
伯兹维尔-拉格勒尼耶（法語：Beuzeville-la-Grenier，法語發音：[bøzvil la ɡʁənje]）是法国滨海塞纳省的一个市镇，属于勒阿弗尔区。

## 地理
伯兹维尔-拉格勒尼耶（49°35'32"N, 0°25'35"E）面积6.19 平方千米，位于法国诺曼底大区滨海塞纳省，该省份为法国北部沿海省份，其西部及北部濒大西洋英吉利海峡，东起顺时针与索姆省、瓦兹省、厄尔省和卡爾瓦多斯省接壤。
与伯兹维尔-拉格勒尼耶接壤的市镇（或旧市镇、城区）包括：布雷欧泰、乌克托、圣让德拉讷维尔。
伯兹维尔-拉格勒尼耶的时区为UTC+01:00、UTC+02:00（夏令时）。

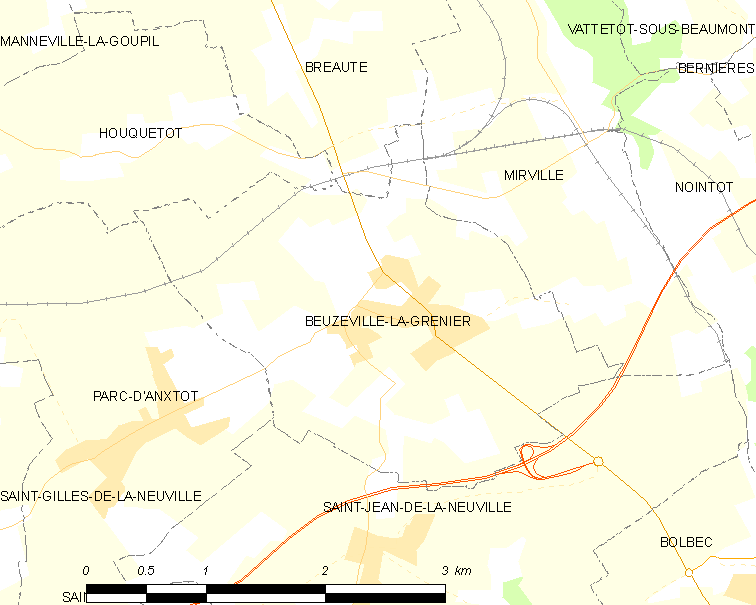
伯兹维尔-拉格勒尼耶的OSM定位图

## 行政
伯兹维尔-拉格勒尼耶的邮政编码为76210，INSEE市镇编码为76090。

## 政治
伯兹维尔-拉格勒尼耶所属的省级选区为博尔贝克县。

## 人口

1962-2008年间伯兹维尔-拉格勒尼耶人口变化图示

伯兹维尔-拉格勒尼耶于2022年1月1日时的人口数量为1216人。